# Karratha
Karratha è una città dell'Australia, adiacente al porto di Dampier nel Pilbara, regione dell'Australia Occidentale, che si è sviluppata a partire dagli anni '60 per facilitare la lavorazione e l'esportazione del petrolio e del gas naturale liquefatto e di altri prodotti minerari.
Karratha, che nella locale lingua aborigena vuol dire terra buona, è capoluogo dell'omonima Local Government Area e sede del Governo locale.